# Natalie Core
Natalie Core est une actrice américaine née le 21 février 1919 en Pennsylvanie et décédée le 14 octobre 2011 à Los Angeles.

## Filmographie

### Cinéma
- 1962 : The Music Man : Truthful Smith
- 1964 : My Fair Lady : Ascot extra
- 1966 : Deux minets pour Juliette ! (Not with My Wife, You Don't!) de Norman Panama : Lillian Walters
- 1980 : Why Would I Lie? : Mrs. Gogle
- 1983 : Hysterical : Bookstore Society Lady #1
- 1984 : Les Guerriers des étoiles (The Ice Pirates) : Nanny
- 1994 : Clifford : Older Woman at Party
- 1996 : Dunston : Panique au palace (Dunston Checks In) : Mrs. Feldman
- 2004 : Des étoiles plein les yeux (First Daughter) : Lady With Caméra
- 2006 : L'École des dragueurs (School for Scoundrels) : Ruth

### Télévision
- 1949 : Captain Video and His Video Rangers (en) (série TV) : Queen Karola
- 1969 : Petticoat Junction - episode: "Kathy Joe's First Birthday Party" as "Woman with baby"
- 1975 : Queen of the Stardust Ballroom (TV) : Pauline Krimm
- 1977 : A Killing Affair (TV) : Mrs. Harrow
- 1978 : Keefer (TV) : Madame Gerrel
- 1979 : Institute for Revenge (TV) : Lady in Bar
- 1981 : Jacqueline Bouvier Kennedy (en) (TV) : JFK's Secretary
- 1982 : Herbie, the Love Bug (série TV) : Mrs. Bigelow
- 1982 : Games Mother Never Taught You (TV) : Babs
- 1985 : Hell Town (en) (série TV) : Sister Maggie
- 1991 : Dynasty: The Reunion (TV) : Woman at Auction
- 1991 : MacGyver (saison 6, épisode 18 "Deux vieilles dames charitables") : Faith Lacey